# جان ادوارد بولیگنی
جان ادوارد بولینی (John Edward Bouligny) (۵ فوریه ۱۸۲۴–۲۰ فوریه ۱۸۶۴)، سیاستمدار آمریکایی که عضو مجلس نمایندگان ایالات متحده به نمایندگی از ایالت لوئیزیانا بود. یک دوره به‌عنوان عضو حزب آمریکایی جنبش هیچ چیز نمی‌دانم خدمت کرد. در جریان دورهٔ خدمتش ایالت لوئیزیانا از اتحادیه جدا شد اما بولینی در واشینگتن ماند و از استعفا خودداری کرد. وی یگانه عضو کنگره بود که پس از جدایی لوئیزیانا از اتحادیه استعفا نداد یا کرسی خود را خالی نگذاشت.

## زندگی‌نامه
بولینی که به‌نام میانیش، ادوارد شناخته می‌شد در نیو اورلئان به‌دنیا آمد. بولینی، پسر لیوس بولینی نماینده ایالت لوئیزیانا و الیزابت ویرجینی دوهتریف بود. عمویش به‌نام شارل دومینیک ژوزف بولینی در دههٔ ۱۸۲۰ یک دوره به عنوان سناتور ایالات متحده از ایالت لوئیزیانا خدمت کرد و پدربزرگش به‌نام فرانسیسکو بولینی مقام عالی‌رتبه استعماری اسپانیایی و فرماندار نظامی در اواخر قرن هجدهم در لوئیزیانای اسپانیا بود. بولینی قبل از آموزش در رشته حقوق و پذیرش در کانون وکلا، در مدرسه دولتی در نیو اورلئان درس خواند. بولینی در سال ۱۸۵۲ توسط رئیس‌جمهور میلارد فیلمور «دستیار ارزیاب اموال‌التجاره» ادارهٔ گمرک ایالات متحده در نیو اورلئان منصوب شد.
بولینی در دههٔ ۱۸۵۰ درگیر سیاست‌های حزب هیچ چیز نمی‌دانم شد و در سال ۱۸۵۵ منشی حزب در ایالت بود. در حالی‌که حزب آمریکایی ملی به شدت طرفدار پروتستان بود، حزب هیچ چیز نمی‌دانم در ایالت لوئیزیانا شامل نواحی عمدتاً کاتولیک نشین نیو اورلئان، حمایت قوی پیدا نمود. برعکس حزب ملی، حزب آمریکایی لوئیزیانا از تصویب امتحان دینی برای عضویت خودداری کرد و این کار را به‌خاطر استقبال از ویگ‌های سابق طرفدار برده‌داری و ضد مهاجر از جمله کریاویوها همچون بولینی، انجام داد.
بولینی در سال ۱۸۵۶ مسئول ثبت اسناد منطقه چهارم شهری نیواورلئان انتخاب شد و مسئولیت محاکمه و مجازات پرونده‌های آزار و اذیت عمومی و جرایم قباحت را به‌عهده داشت. ناحیهٔ چهارم در سال ۱۸۵۲ به نیواورلئان ادغام شد؛ جفرسون پاریش و فرانسیس برادر بزرگ بولینی به عنوان شهردار شهر لافایت آن زمان خدمت نمودند.

### عضو کنگره
بولینی در سال ۱۸۵۹ در یک رقابت نامزدی «گرم، تنگاتنگ و جدی» برای رقابت نامزد حزب آمریکایی برای ناحیهٔ اول کنگره لوئیزیانا انتخاب شد. بولینی، قاضی تی.جی.هنت پسر عضو ارشد حزب ویگ و چارلز دیدیر دروکس نمایندهٔ ایالت را شکست داد. بولینی با اختلاف دو رای دروکس را در کنوانسیون حزبی شکست داد. بولینی با اکثریت نسبی ۴۹٫۱۳ درصد آرا و شکست دادن امیل لاسره نمایندهٔ اسبق دموکرات و چارلز بینوین نامزد حقوق ایالات پیروز انتخابات ماه نوامبر بولینی در جریان کنگره سی و ششم بر کرسی کمیتهٔ مطالبات خصوصی زمین تکیه زد.
بولینی در انتخابات ریاست جمهوری سال ۱۸۶۰ علناً از استیون. ای داگلاس نامزد دموکرات حمایت کرد.
بولینی شدیداً با جدایی لوئیزیانا برای پیوستن به ایالات مؤتلفه یا کنفدراسیون آمریکا مخالفت کرد و در یک سخنرانی در کنگره در ۵ فوریه سال ۱۸۶۱ اظهار داشت که او نه به کنوانسیون جدایی لوئیزیانا، بلکه به مردمی که او را انتخاب کرده‌اند، پاسخگو خواهد بود. بولینی در ادامه گفت که اگر موکلینش بخواهند که از قدرت کناره‌گیری نماید، این کار را خواهد کرد اما یک شخص طرفدار اتحادیه باقی خواهد ماند. بولینی پس از خروج لوئیزیانا از اتحادیه در ۲۶ ژانویه سال ۱۸۶۱ الی پایان دوره خدمتش در ۳ مارس سال ۱۸۶۱ کرسی خود را از دست نداد.

### پس از جدایی
بولینی به نیو اورلئان برگشت و در انتخابات ماه نوامبر سال ۱۸۶۱ برای سمت قاضی صلح رقابت نمود که شکست خورد. طبق گزارش‌ها بولینی به‌علت حمایت از اتحادیه چندین مرتبه وارد جنگ تن به تن شد (حداقل یک مرتبه در ماه بین اواخر سال ۱۸۶۱ و اواسط سال ۱۸۶۲)‏ که سبب شکستن دست چپ و فلج شدن بازویش شد. تا سال ۱۸۶۳ از جنگ‌های تن به تن او گزارش داده می‌شد.
در سال ۱۸۶۲ رئیس‌جمهور لینکلن پس از صدور اعلامیه آزادی بردگان، بولینی را استخدام نمود تا معلوم سازد که آیا نواحی نیواورلئانان تحت اشغال و سایر بخش‌های لوئیزیانا قادر به برگذاری انتخابات زودهنگام به‌خاطر فرستادن نماینده به کنگره هستند یا خیر. همین‌که انتخابات تأیید شد، بولینی برای انتخاب مجدد در کرسی خالی خود در کنگره کاندیدا شد اما به آسانی توسط بنجامین فلاندرز که حمایت بنجامین بوتلر فرماندار نظامی اتحادیه برای لوئیزیانا را با خود داشت، شکست خورد. بولینی در مقابل ۲٬۱۸۴ رأی فلاندرز، صرفاً ۱۳۶ رأی به‌دست‌آورد. بولینی شکست خود در انتخابات را به دخالت بوتلر در انتخابات نسبت داد که بوتلر دخالت در انتخابات را رد نمود و بعدها (به دروغ) شایع شد که بوتلر در یک نبرد تن به تن به بوتلر شلیک کرده‌است. هرچند لینکلن در نظر داشتن تا بولینی را پس از ترک کنگره در سمتی در نیو اورلئان منصوب نماید اما پس از این‌که بولینی در تلاش برای انتخاب مجدد شکست خورد، لینکلن تمایل کمتری برای یافتن یک سمت حمایتی برای وی نشان داد.
بولینی بعد به واشینگتن برگشت و در ماه فوریه سال ۱۸۶۴ در همان‌جا در خانهٔ پدر خانمش فوت نمود. بولینی در مقبرهٔ خانوادهٔ پارکر در قبرستان کنگره به خاک سپرده شد.

## زندگی شخصی
بولینی به چندین زبان صحبت می‌کرد. از فرانسوی و اسپانیایی در منزل خانوادگیش و در مکاتبات با پسرهای عمویش در اروپا استفاده می‌کرد، در حالی‌که در نامه با خانمش از انگلیسی استفاده می‌نمود. بولینی در کنگره وظیفه را با انگلیسی انجام می‌داد با این وجود در جریان بحث در رابطه با انتخاب رئیس کنگره سی و ششم، بولینی با پرسیدن این سؤال که اگر وی از اظهارات مستثنی قرار داده شده باشد «چون به زبان انگلیسی صحبت نمی‌نماید»، به کنایهٔ امرسون اتریج پاسخ داد که گفته بود «هر مرد دوست من که چهره صادق دارد، زبان انگلیسی صحبت می‌نماید، به کتاب مقدس انجیل سوگند یاد می‌نماید و قانون اساسی را با حرف 'ک' نمی‌نویسد».
بولینی زمانیکه به واشینگتن رسید، مجرد بود اما در ۱ مه سال ۱۸۶۰ با مری الیزابت پارکر دختر جورج پارکر بازرگان واشینگتن، ازدواج نمود. این عروسی «احتمالاً پر زرق و برق‌ترین عروسی بود که تا آن‌زمان در کلان‌شهرهای فدرال برگزار شده بود». رئیس‌جمهور جیمز بیوکنن، چندین تن از دبیران کابینه و تعداد زیادی از اعضای کنگره در این مراسم شرکت نموده بودند. سال‌های بعد این مراسم اشتباهاً به‌عنوان محلی شناخته شد که بوکنن از جدایی کارولینای جنوبی باخبر شد؛ با این وجود این واقعه تا ماه دسامبر سال ۱۸۶۰ اتفاق رخ نداد.
این زوج دو دختر به‌نام‌های کورین و فلیسی داشتند. اودت لی فونتهه دختر فلیسی آوازخوان اپرا در قرن بیستم بود.
در سال ۱۸۶۷ به‌عنوان بخشی از حل و فصل اختلاف طویل‌المدت ملک، کنگره سی و نهم قانونی را تصویب نمود که برمبنای آن یک ششم زمین‌های اهدا شده به ژان آنتوان برنارد دوتریو در سال ۱۸۶۷ به پاس وفاداری بولینی به اتحادیه، به الیزابت مری بیوهٔ بولینی و دخترش اهدا شد.